# Fulcro

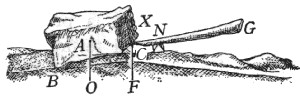
La leva: F il fulcro

Il fulcro, in fisica, è l'elemento di appoggio della leva che ne permette il movimento.
Più in generale si intende per fulcro il punto di una leva con spostamento lineare uguale a zero quando alla leva stessa viene impressa una rotazione.